# Октябрське сільське поселення (Алатирський район)
Октя́брське сільське поселення (рос. Октябрьское сельское поселение) — муніципальне утворення у складі Алатирського району Чувашії, Росія. Адміністративний центр та єдиний населений пункт — селище Алтишево.

## Населення
Населення — 991 особа (2019, 1100 у 2010, 1343 у 2002).